# Loving You (sang)
"Loving You" er en komposition af Jerry Leiber og Mike Stoller fra 1957. Den er indsunget af Elvis Presley til brug som titelnummer til Elvis-filmen Loving You fra juli samme år. Sangen blev indspillet af Elvis hos Radio Recorders i Hollywood den 24. februar 1957. Den blev udelukkende indspillet i en mono-version, idet stereo på daværende tidspunkt stadig var relativt nyt og ukendt.
Sangen udkom som B-side på en singleplade med en anden af filmens sange, "Teddy Bear" (Karl Mann, Bernie Lowe), som A-side. Singlen nåede 1.-pladsen på de amerikanske hitlister. "Loving You" kom samtidig på en LP-plade med filmens soundtrack, som ligeledes hed Loving You. LP'en udkom i juli 1957, sammenfaldende med filmens premiere.
På indspilningen medvirkede bl.a.:
- Elvis Presley, sang
- Scotty Moore, guitar
- Bill Black, bas
- D.J. Fontana, trommer
- The Jordanaires, kor

"Loving You" findes ligeledes på CD'en 2nd To None, som blev udsendt af RCA i 2003 som en naturlig opfølger på forrige års succesudgivelse ELV1S 30 #1 HITS.